# Dieta de Porvoo
La Dieta de Porvoo (en finés: Porvoon maapäivät; en suec: Borgå landtdag; en rus: Боргоский сейм) va ser l'assemblea reunida a Porvoo (Borgå) en març de 1809 per ordre del tsar Alexandre I de Rússia. Va ser convocada per establir el Gran Ducat de Finlàndia i l'hereu dels poders del Riksdag dels Estats Generals de Suècia. La sessió de la Dieta es va perllongar des del 25 de març fins al 19 de juliol de 1809.

## Història

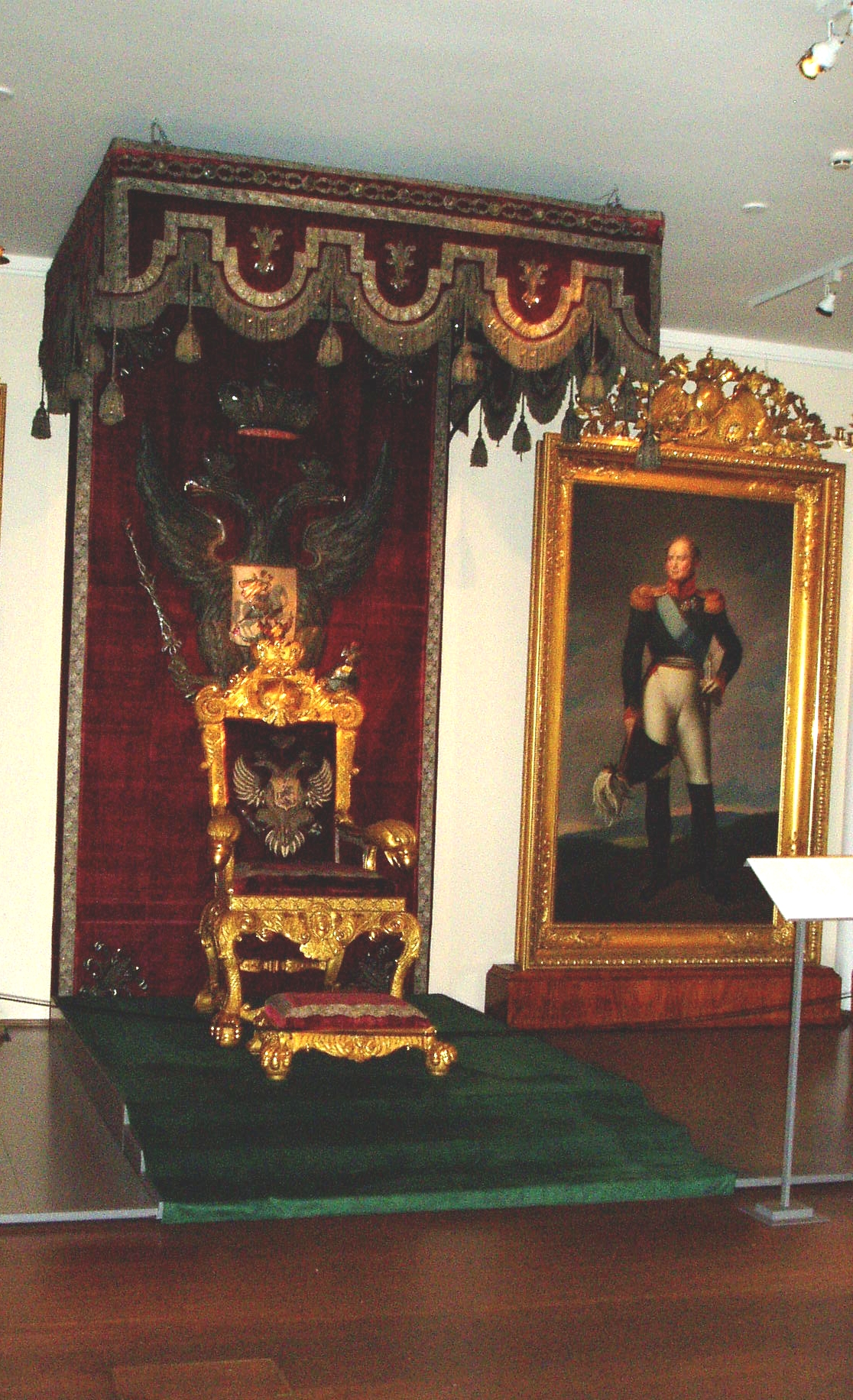
Tro usat per Alexandre I a Porvoo en 1809 (Museu Nacional de Finlàndia). El quadre a la dreta representa l'esmentat tsar.

L'1 de febrer de 1809, durant la Guerra finlandesa (1808-1809) entre Rússia i Suècia, els quatre estaments de la Finlàndia ocupada pels russos (noblesa, clergat, burgesia i pagesia) van rebre la invitació del tsar Alexandre I per reunir-se en una Dieta a Porvoo a finals de març d'eixe mateix any.
El principal esdeveniment d'eixa assemblea va ser el compromís del sobirà i els juraments dels estaments a la catedral de Porvoo el 29 de març. Cadascun dels estaments va jurar lleialtat i es va comprometre a acceptar el tsar com a gran duc de Finlàndia i com la veritable autoritat, i a mantenir de forma inalterada la constitució i la forma de govern. Al seu torn, i a pesar de l'annexió de Finlàndia a Rússia, el tsar Alexandre I es va comprometre a governar Finlàndia d'acord amb les seues pròpies lleis i a permetre al poble finés mantenir la seua religió, costums i drets, i la relativa autonomia de la qual havia gaudit sent part de Suècia. Això significava que el tsar confirmava com la Constitució de Finlàndia l'instrument de govern suec de 1772 (la «Constitució gustaviana», que va estar vigent amb sol lleus retocs fins a 1919), encara que també es va interpretar que implicava respectar els codis, normatives i estatuts existents.
La Dieta va sol·licitar ser novament convocada després que la Guerra finlandesa hagués acabat. El 17 de setembre de 1809, es va posar fi al conflicte entre Rússia i Suècia mitjançant el tractat de Fredrikshamn; no obstant això, van passar cinc dècades abans que els estaments finlandesos fossin novament convocats.
Posteriorment, durant l'auge del nacionalisme finlandés al segle xix, es va sostenir que la Dieta hauria implicat la signatura d'un tractat entre els Estats de Finlàndia i Rússia. Segons el professor emèrit Osmo Jussila de la Universitat de Hèlsinki, a Porvoo en 1809 no es va establir cap Estat per mitjà de la sobirania del tsar i la lleialtat dels estaments sinó, més aviat, l'aprovació del compromís de mantenir l'estatus legal existent per ambdues parts. La declaració d'un tractat entre iguals hauria sigut tan sols un recurs inventat per a les realitats polítiques de la ulterior lluita per la independència finlandesa.

## Participants
Els participants dels quatre estaments finlandesos i els seus respectius presidents van ser els següents:
| Estament | Nombre de representants | President (lantmarskalk)           | President (lantmarskalk) |
| -------- | ----------------------- | ---------------------------------- | ------------------------ |
| Noblesa  | 75                      | Robert Wilhelm de Geer (1750-1820) | Conde de Tervik          |
| Clergat  | 8                       | Jakob Tengström (1755-1832)        | Bisbe de Turku           |
| Burgesia | 20                      | Kristian Trapp (1769-1841)         | Comerciant de Turku      |
| Pagesia  | 31                      | Pehr Klockars (1752-1814)          | Jutge de Uusikaarlepyy   |

De les 205 famílies nobles finlandeses, 130 no van ser representades en la Dieta, i 60 dels representants no van assistir a la cerimònia inaugural. La burgesia va ser principalment representada per comerciants.